# Emanuel Herigoyen

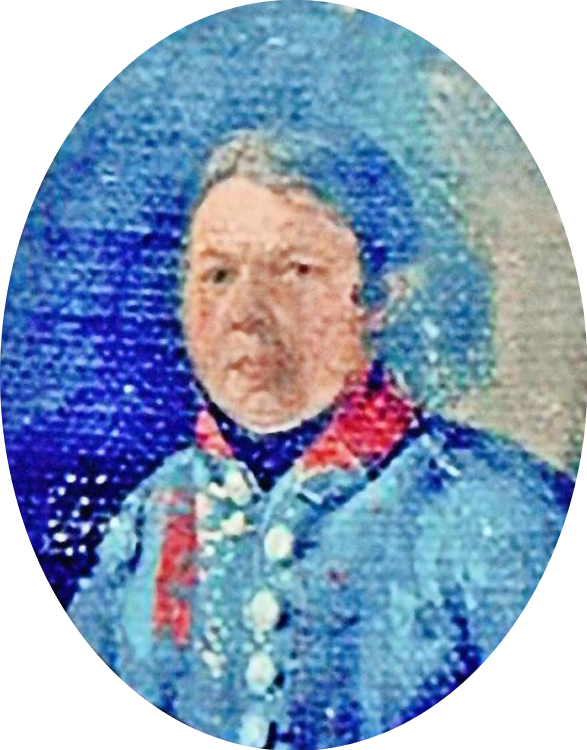
Emanuel Joseph von Herigoyen

Emanuel Joseph von Herigoyen, auch d’Herigoyen, d’Irigoien, (port. José Manuel Herigoyen, * 4. November 1746 in Belas bei Lissabon; † 27. Juli 1817 in München) war ein portugiesischer Baumeister, Geodät und Kartograf. Ausgebildet wurde er in Paris und Wien. Seine wichtigsten Wirkungsstätten waren Aschaffenburg, Regensburg und München. Die frühklassizistischen Bauten weisen Elemente von Louis-seize und Palladianismus auf.

## Leben

### Herkunft
Der Vater Martin von Herigoyen (baskisch: hoher Fels oder hoher Berg) stammte aus einem uradeligen Geschlecht mit Stammsitz in Ustaritz im französischen Baskenland, war Truchsess des portugiesischen Infanten Dom Manuel Joseph Braganza (1697–1766) und Leutnant der Armee. Er lernte 1733/1734 auf einer diplomatischen Mission in Wien Anna Margaretha Falorsi (Valorsy) kennen, kehrte mit ihr nach Portugal zurück und heiratete sie am 5. November 1738 in Belas, wo sie auf den Gütern des Grafen Pombeiro ihren Wohnsitz nahmen.

### Ausbildung

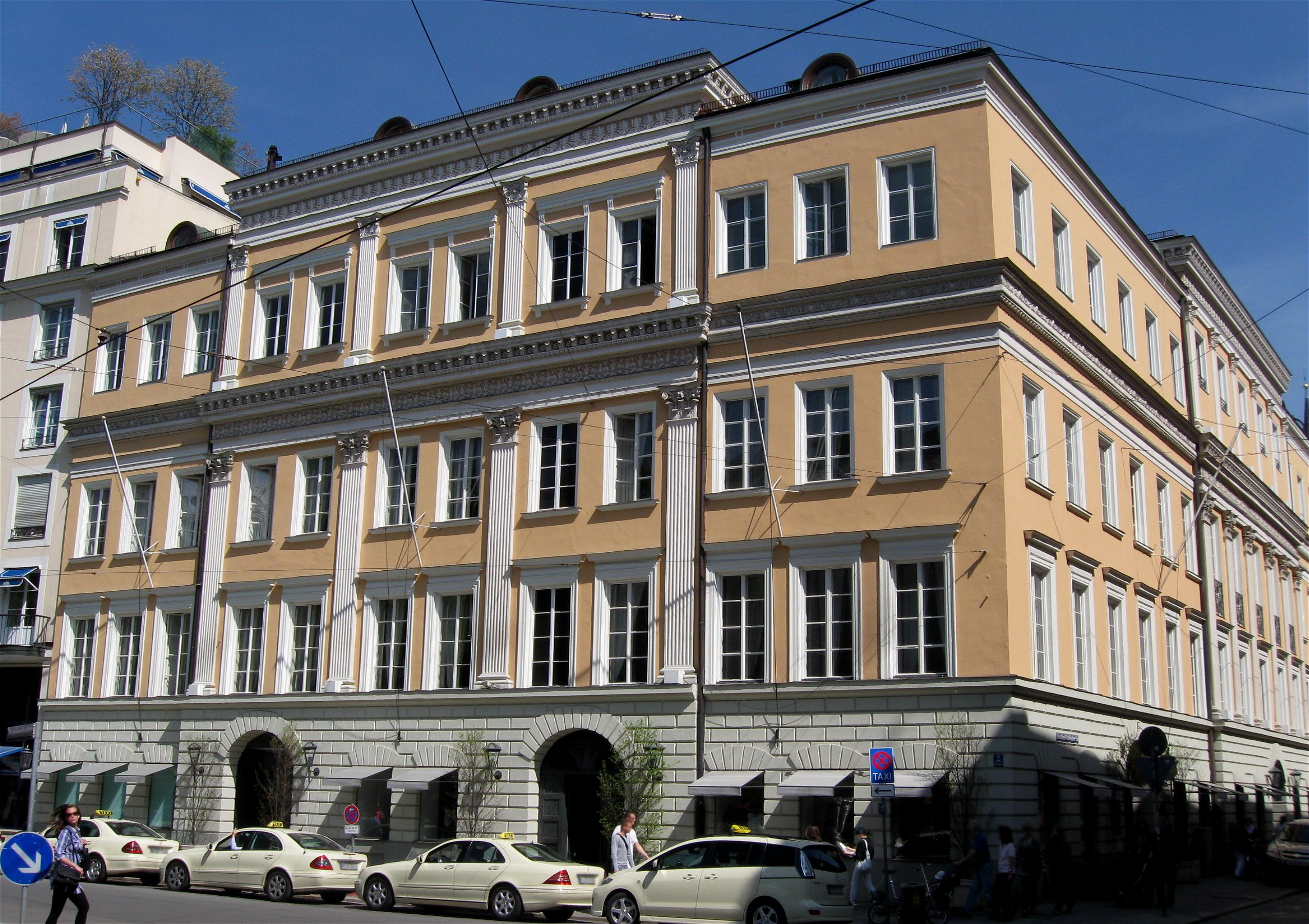
Palais Montgelas am Promenadeplatz in München, 1811–1813 von Herigoyen erbaut

Herigoyen erhielt seine schulische Ausbildung auf dem Königlichen Kollegium Necessidades der Oratorianer des heiligen Philipp Neri in Lissabon. Im Zeichnen und Malen unterrichtete ihn wahrscheinlich der italienische Architekt Giovanni Antinori (1733–1792), der nach dem Erdbeben vom 1. November 1755 zum Wiederaufbau Lissabons nach Portugal gekommen war.
Von 1762 bis 1767 war Herigoyen im Dienst der königlich-portugiesischen Marine und unternahm dabei Fahrten nach Madeira, Brasilien und zur westafrikanischen Kolonie Guinea-Bissau.
Von 1767 bis 1769 studierte er Zeichnen, Architektur und Mathematik in Paris (Ecoles de Ponts et Chaussées oder Académie d'Architecture). In den Jahren 1769 bis 1773 war er in Wien vor allem als Wasserbauingenieur tätig und studierte an der Akademie für Bildende Künste.

### Beruflicher Werdegang
1773 trat er in die Dienste des Grafen Wilhelm von Sickingen-Sickingen und übersiedelte nach Landstuhl als Geometer und Direktor der öffentlichen Straßen. 1776 wurde Herigoyen Architekt und Bauingenieur von Friedrich Karl Joseph von Erthal, Kurfürst und Erzbischof von Mainz. Ende 1792 wurde er Chef des Kurmainzischen Geniekorps, 1794 Ingenieurmajor sowie Architekt des Mainzer Domkapitels.
Ab 1804 war Herigoyen Stadt- und Landbaumeister des Kurfürsten und Erzkanzlers Karl Theodor von Dalberg in Regensburg, von 1810 bis 1817 Oberbaukommissar in München.

### Familie
Joseph Emanuel d'Irigoyen heiratete zweimal.
⚭ I. 14. September 1775 in Landstuhl Christina Franziska Breunig († 12. Februar 1781 Mainz), Tochter des sickingen-sickingenschen Amtmanns in Landstuhl Emanuel Breunig und der Elisabeth Hansel. Drei Töchter aus dieser Ehe starben jung.
⚭ II. Josephine Kriegshäuser, Tochter des Hofmusikers Kriegshäuser aus Speyer. Das Paar hatte zwei Söhne, darunter:
- Carl (1807–1875) ⚭ Charlotte von Gaertner († 1909), eine Tochter des Architekten Friedrich von Gärtner

## Grabstätte

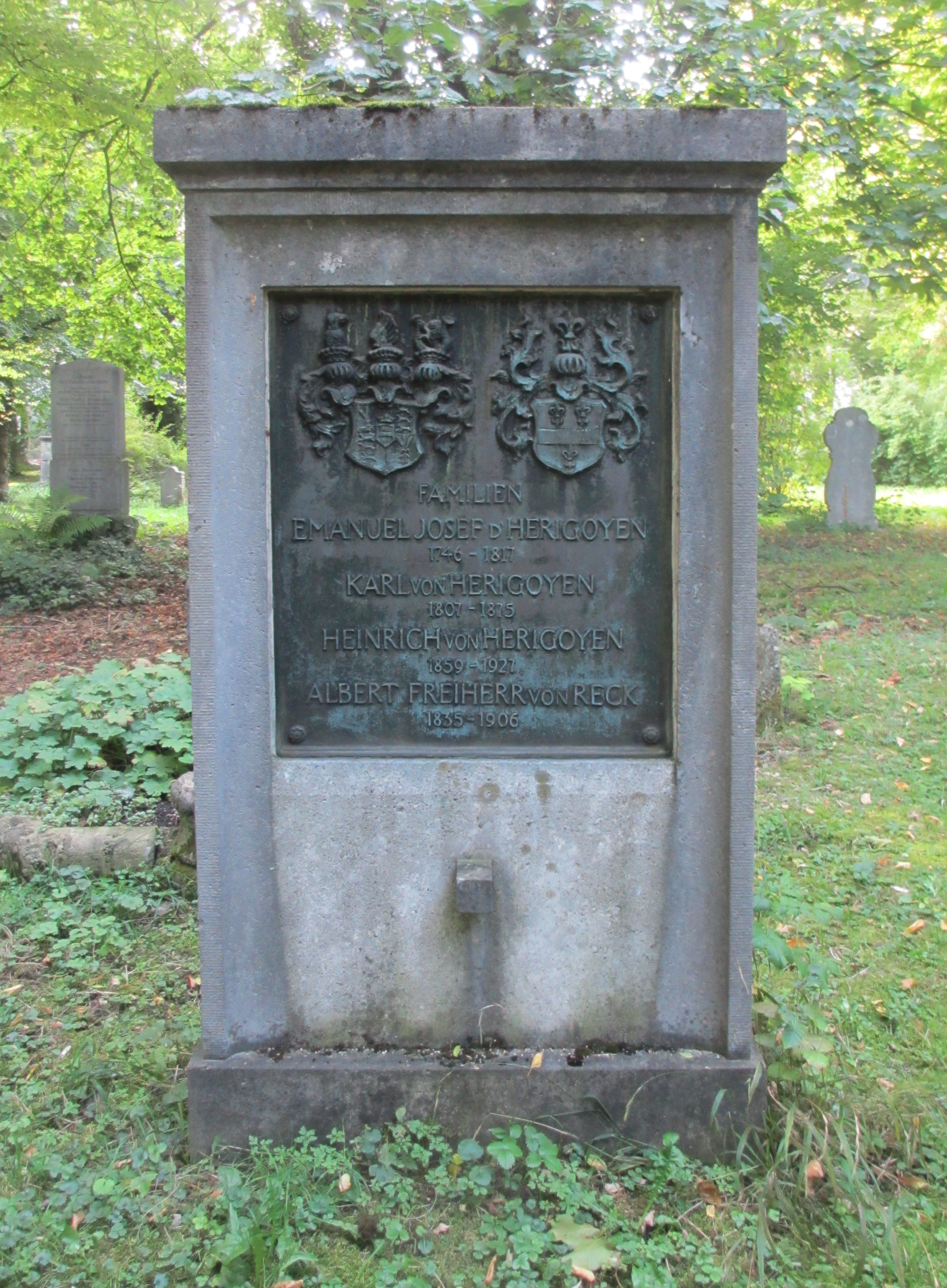
Grab von Emanuel Herigoyen auf dem Alten Südlichen Friedhof in München

Emanuel Herigoyen starb 1817 im Alter von 70 Jahren in München. Die Grabstätte von Emanuel Herigoyen befindet sich auf dem Alten Südlichen Friedhof in München (Gräberfeld 9 – Reihe 1 – Platz 49) Standort.

## Werke

### Landstuhl
- Karte der Herrschaft Landstuhl (Exactissima Landstuhlana Tabula) (Maßstab ca. 1:27.000, undatiert, um 1775, Landesarchiv Speyer, Bestand X 3, Nr. 1992)
- Karte des Kleingerichts in der Herrschaft Landstuhl (Maßstab ca. 1:13.500, undatiert, um 1775, Stadtarchiv Landstuhl, Bestand K 6)

### Mainz
- Dalberg-Hammelburger Hof im Bleichenviertel (1774)
- Weihergarten 10: Kurienhof für das Domkapitel; dreigeschossiger, siebenachsiger Putzbau, 1790/91

### Aschaffenburg
- Landschaftsplanung für den Park Schönbusch in der Anfangszeit (etwa 1775 – 1783)
- Schloss Schönbusch (1778–1781, Innenausbau bis 1787) und weitere Gebäude im Park: Philosophenhaus (1785/87), Freundschaftstempel (1786/87), Speisesaal (1787/89),  Dörfchen (1788/89), Rote Brücke (1789/90), Salettchen (1794) u. a.
- Umbau und Neugestaltung des Hofgutes Nilkheim zu einem landwirtschaftlichen Mustergut (1782–1786)
- Taubenschlag im Hofgut Nilkheim, klassizistischer Zentralbau mit Säulenportikus und Rundturm (um 1800)
- Schloss Johannisburg: Einbau einer Treppenanlage, klassizistische Innenausstattung (Ende 18. Jh.)
- Frühstückspavillon im Schlossgarten (1782)
- Umgestaltung der Stadtmauer zwischen Schloss Johannisburg und Frühstückspavillon mit einem Laubgang als Mauerkrone (1788)
- Landschaftsplanung für das offene und das geschlossene Schöntal vor 1779
- Orangerie im geschlossenen Schöntal (zwischen 1787 und 1800)
- Landschaftsplanungen für die Fasanerie und einen östlich daran anschließenden Wildpark im Bereich Godelsberg, Hasenkopf, Schellberg (um 1789)
- Jägerhaus in der Fasanerie (um 1780)
- Jagdverwalterhaus mit Jagdzeugscheune an der Fasanerie (Ende 18. Jh.)
- Rathaus (1790)
- Wohn- und Geschäftshäuser Steingasse 1 und Steingasse 20 (1804)
- Säulenhalle Webergasse 5, sog. Kornhäuschen (1805)
- Stadttheater (Entwürfe von 1805 und 1808, nicht ausgeführt)

Bei folgenden Gebäuden wird Emanuel Herigoyen als Urheber für wahrscheinlich angenommen:
- Wohnhaus Dalbergstraße 49a (1803)
- Wohnhaus Webergasse 4 (1804)
- das sogenannte Dreidippehaus am Schlossplatz (1803, nicht mehr vorhanden)

### Esselbach
- Pfarrkirche St. Margaretha (1779)

### Sulzbach am Main
- Pfarrkirche St. Anna und Margaretha (1789)

### Regensburg

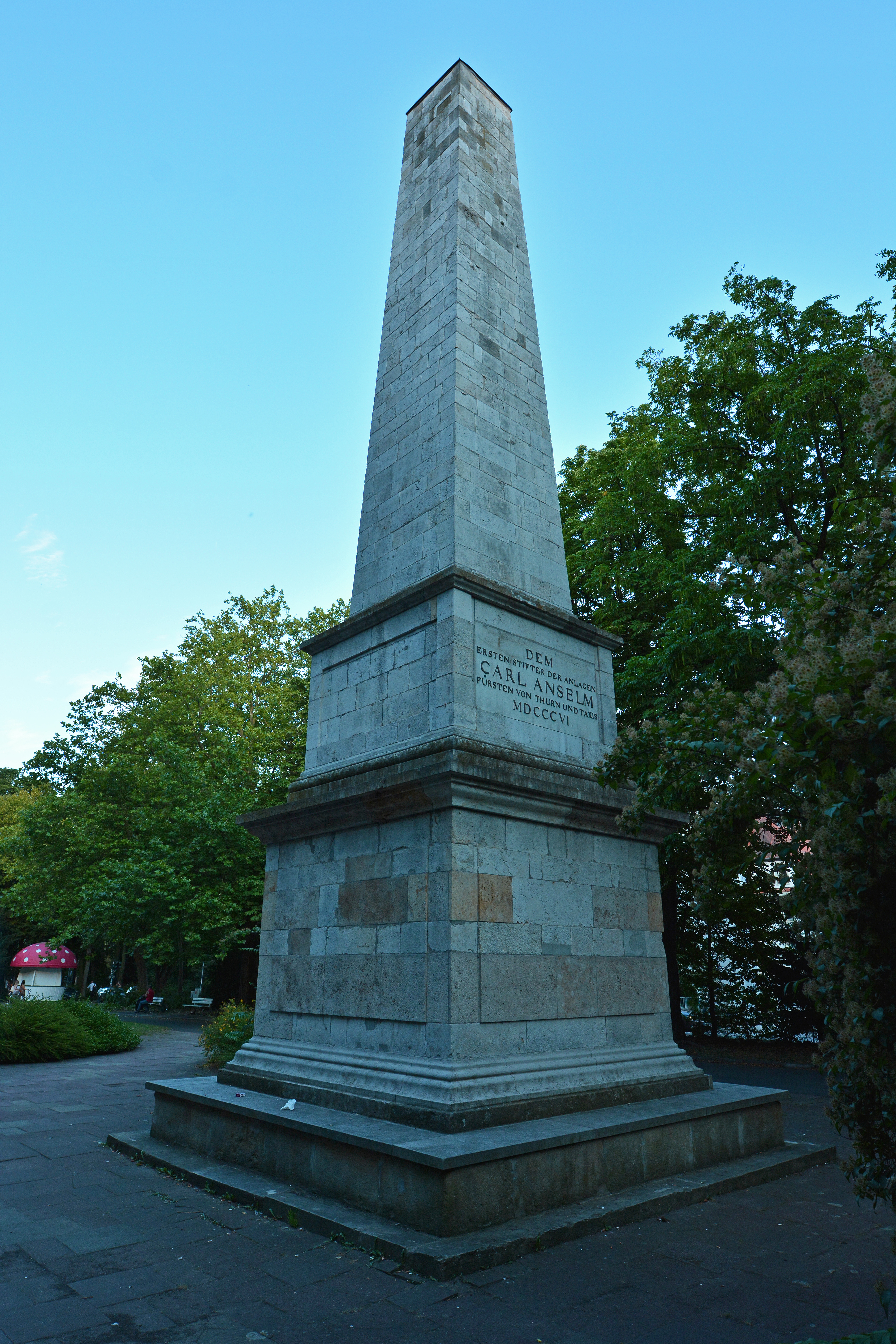
Obelisk Carl Anselm Thurn und Taxis

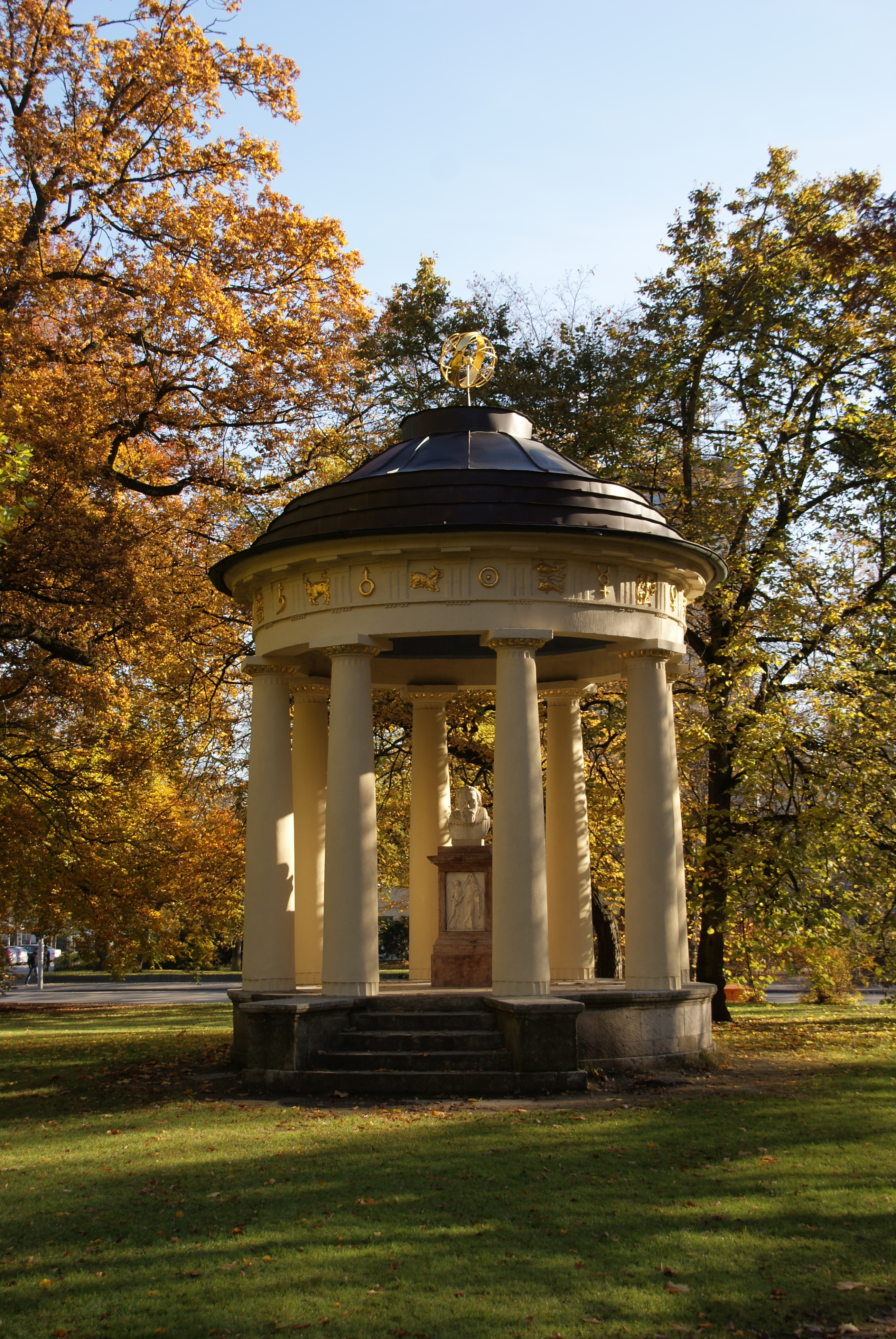
Keplerdenkmal

- Württembergisches Palais (1804), heute Naturkundemuseum Ostbayern.[3]
- Verwaltungsgebäude der ehemaligen Porzellanfabrik in der Westnerwacht (1804).[4] Privatvillen am Nonnenplatz[5]
- Französische Gesandtschaft am Bismarckplatz (1804/05), ab 1810 Präsidialpalais.[5]
- Stadttheater (1804) am Bismarckplatz (1805).[6][5]
- Gartencasino Sternberg (1804–1805). 1809 beschädigt, Renovierung als Sommerschloss Theresens Ruh (1813), Bombentreffer März 1945; Abriss 1949.[5]
- Dörnbergpalais im Dörnbergpark (1805).[7]
- „Rotes Haus“, ein als Ersatz für den 1792 abgebrannten Freisinger Hof am Emmeramsplatz erbautes Mietshaus (ca. 1805). Das Gebäude ist heute nach mehreren Umbauten weitgehend verändert.[8] Es ist jetzt Sitz der Regierung der Oberpfalz.
- Obelisk Fürstenallee (1806), Denkmal für den Stifter der die heutige Innenstadt umschließenden Baumallee Carl Anselm von Thurn und Taxis.[5]
- Erweiterung des katholischen Siechenhauses St. Joseph in der Kapuzinergasse mit einem Seitenflügel für Kranke evangelischer Religion.[5]
- Denkmal (1806/08) für Johannes Kepler an der Fürst-Anselm-Allee, in der Nähe des ehemaligen Kepler Grabes auf dem alten, im Dreißigjährigen Krieg bei den Kämpfen um Regensburg zerstörten Petersfriedhof.[9]
- Katholische Akademie, ehemaliges Domkapitel'sches und Evangelisches Krankenhaus, Ostengasse 27, östlicher Flügel, 1807
- Fassade des Thon-Dittmer-Palais am Haidplatz (1809).[10]
- Neubau des evangelischen Waisenhauses am Emmeramsplatz (1809), heute Bestandteil des ehem. evang. Kranhauses.[5]

Die Hauptwache (1818 nach Plänen von Michael Dobmayr errichtet) wird zu Unrecht Emanuel d'Herigoyen zugeschrieben, der aber als Leiter des Oberbaukommissariats in München die Pläne von Dobmeyer kritisierte und in Teilen korrigierte.
Werke in Regensburg

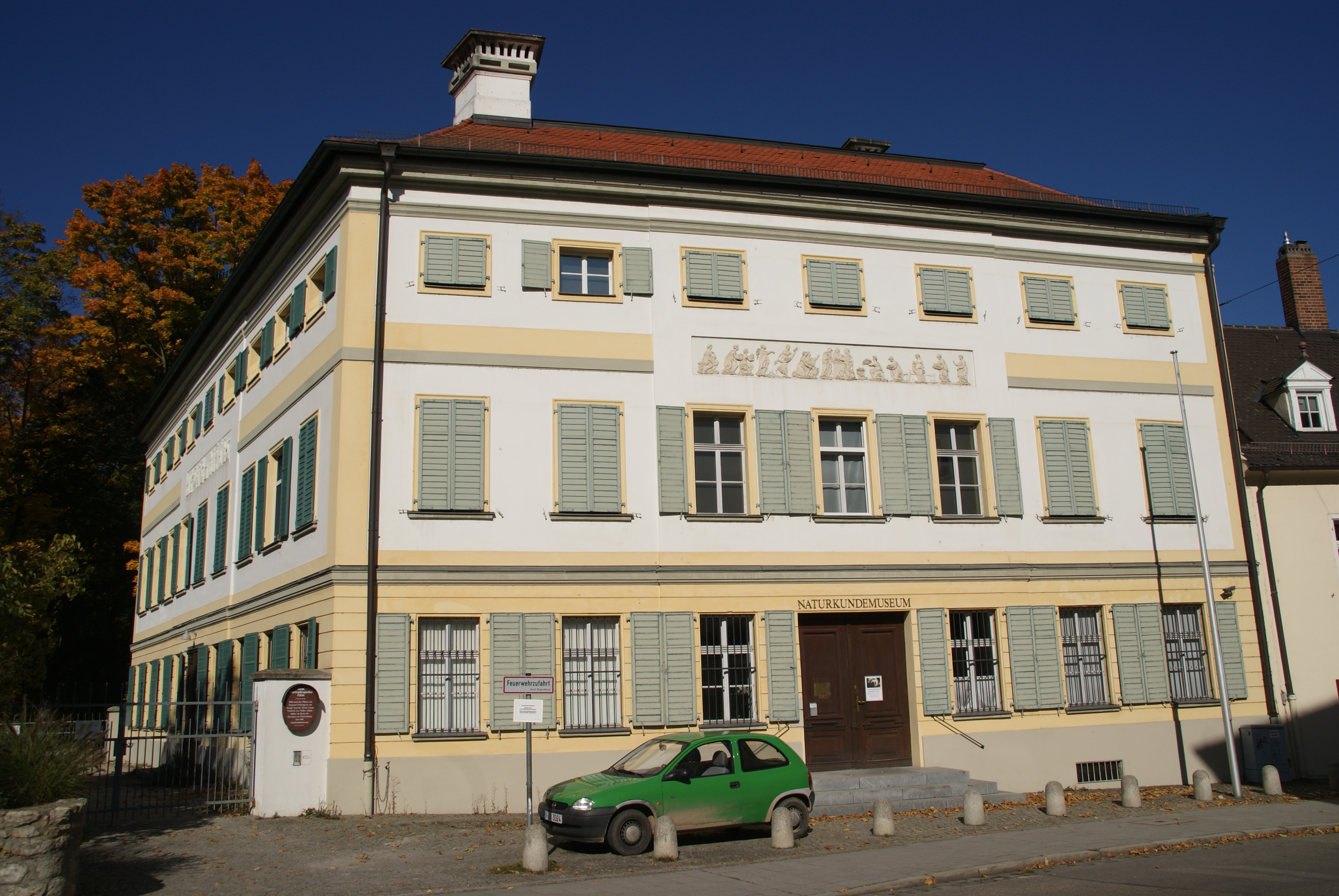
Württembergisches Palais
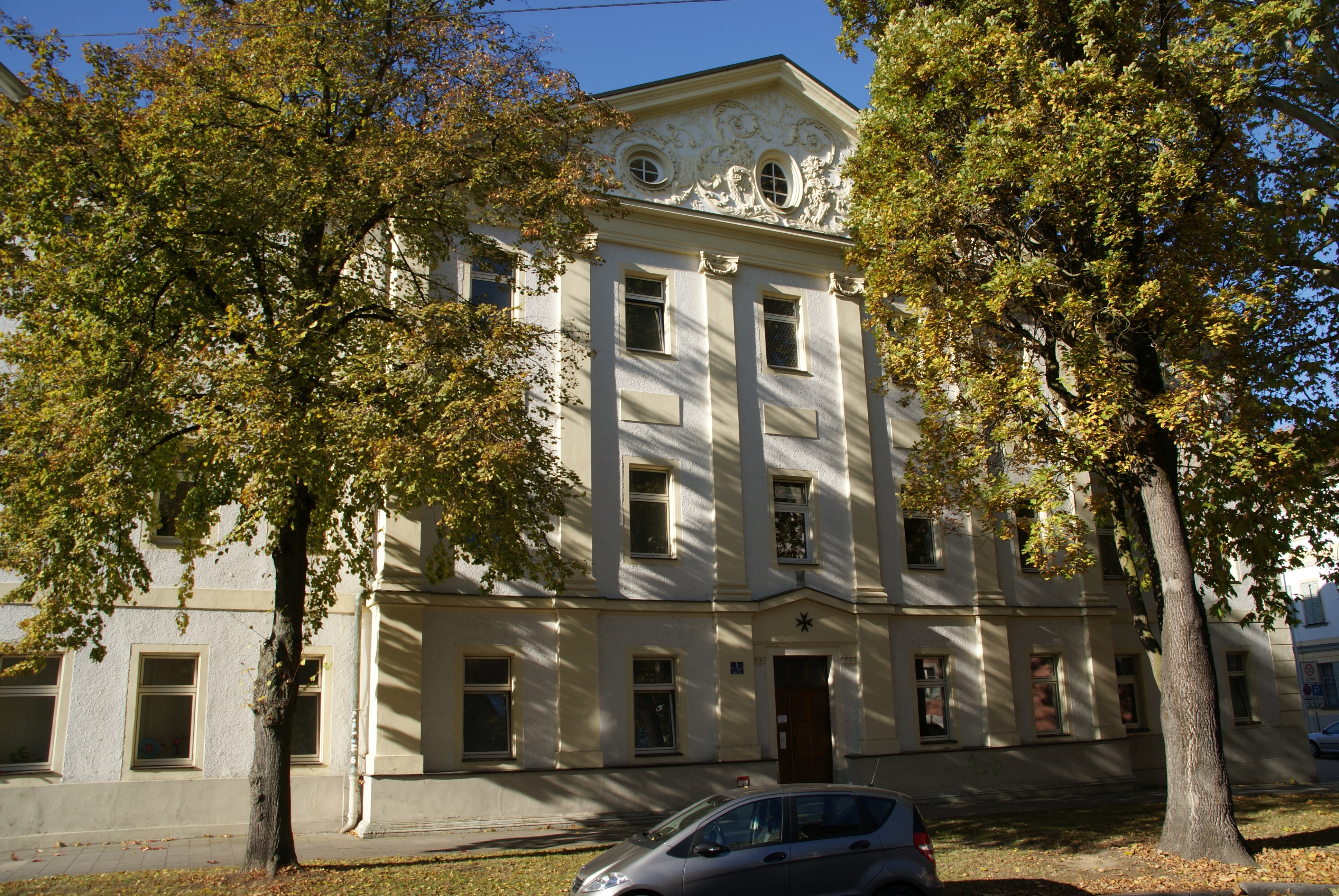
Porzellanfabrik
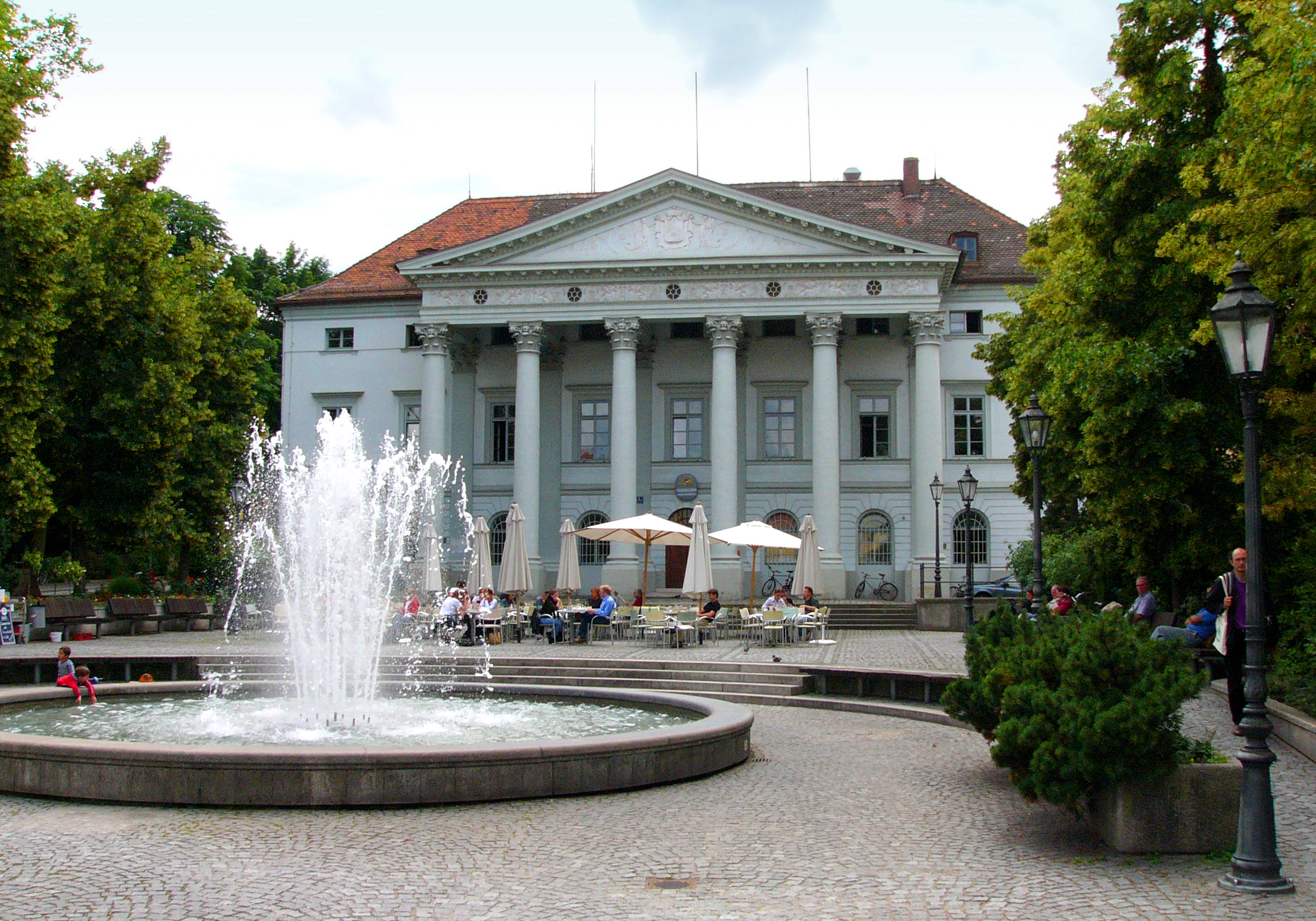
Französische Gesandtschaft
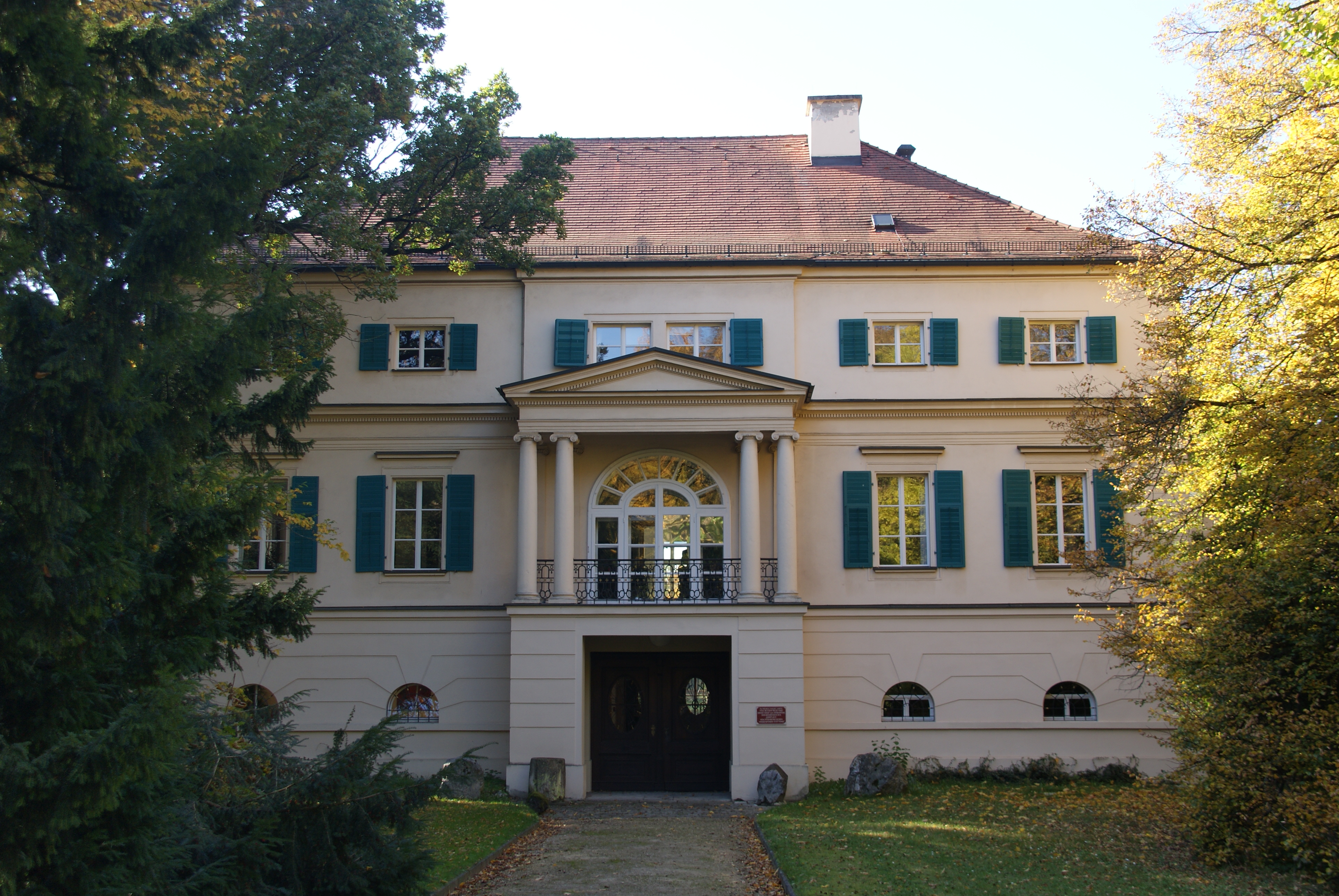
Dörnberg-Palais
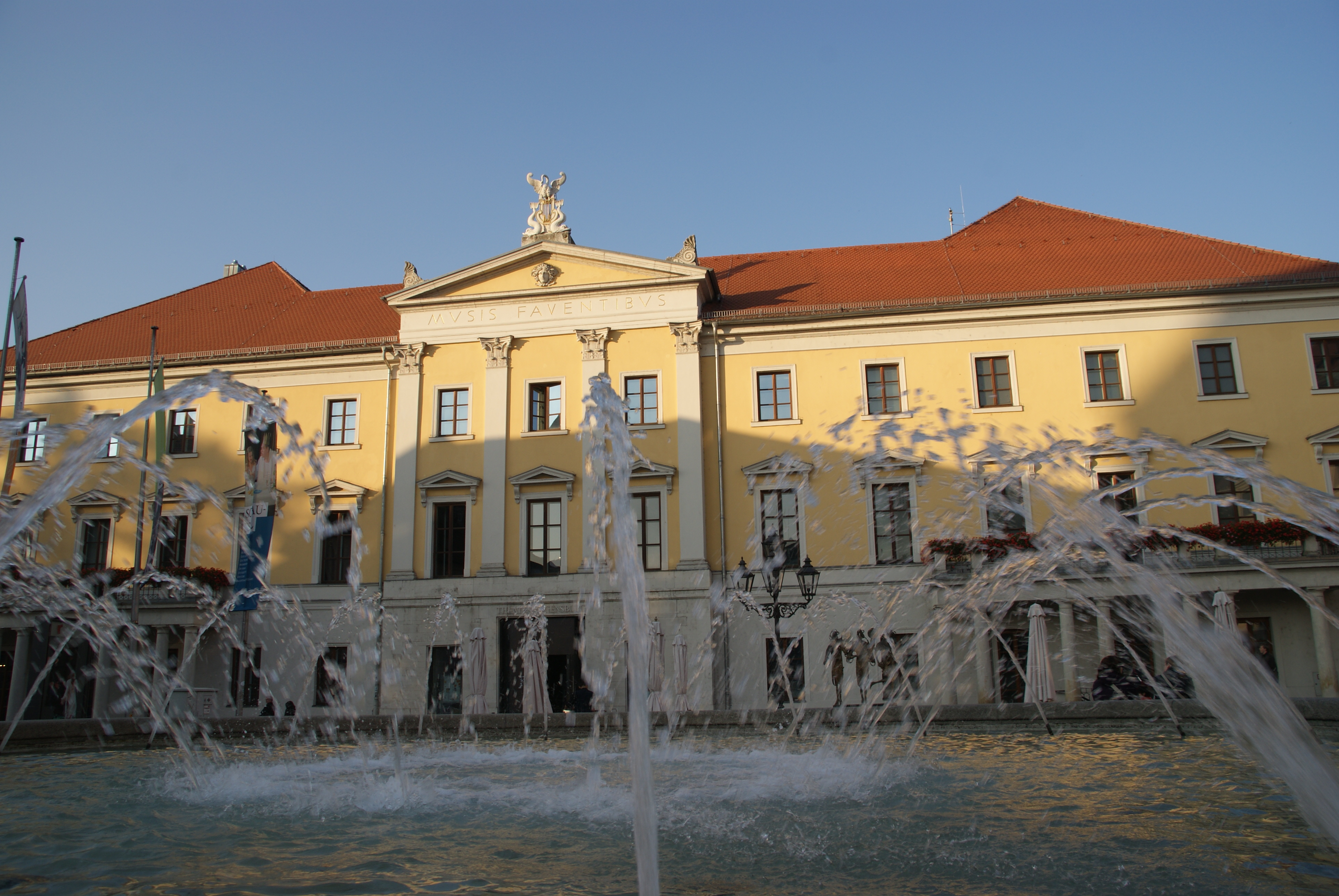
Stadttheater am Bismarckplatz in Regensburg
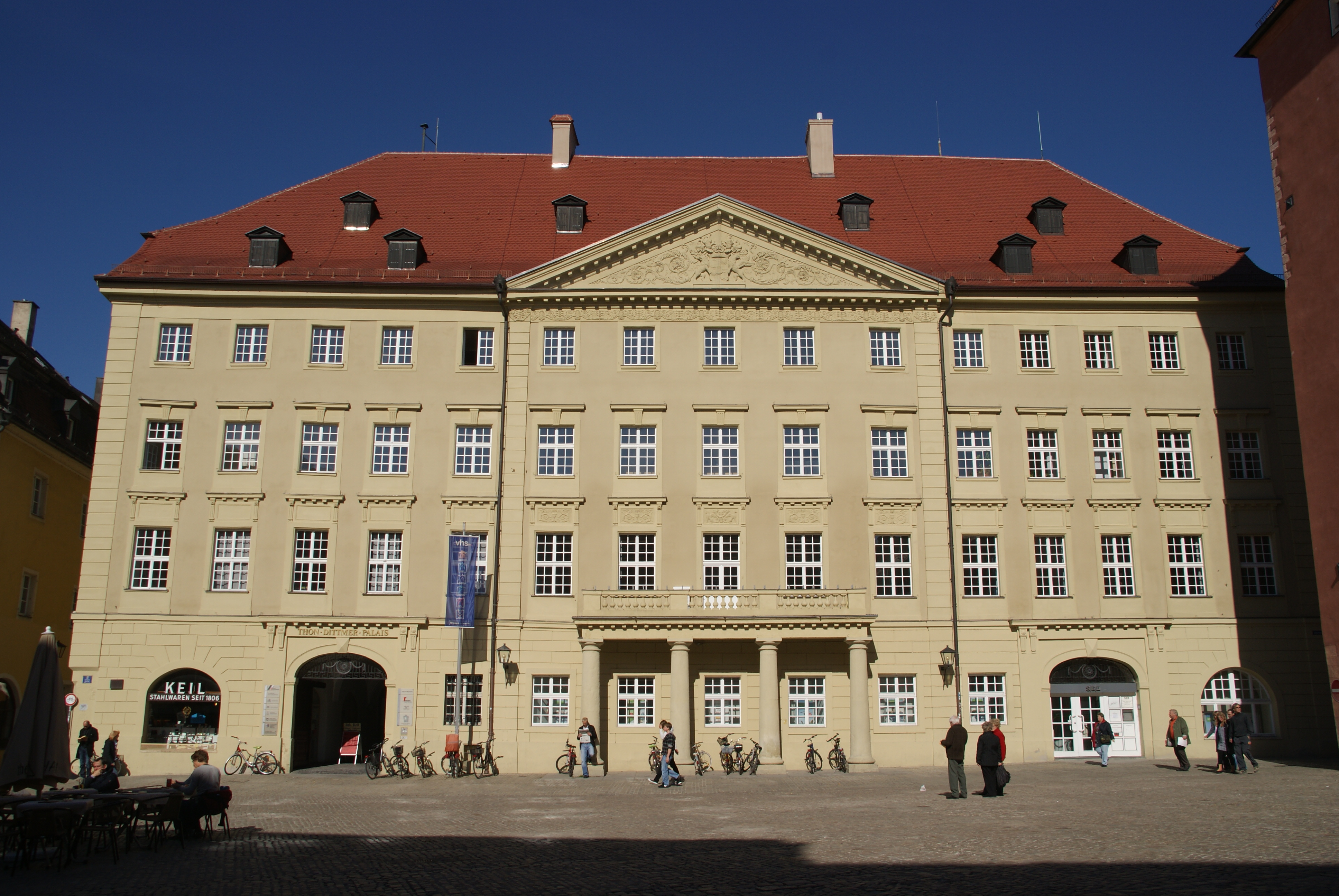
Thon-Dittmer-Palais

### München

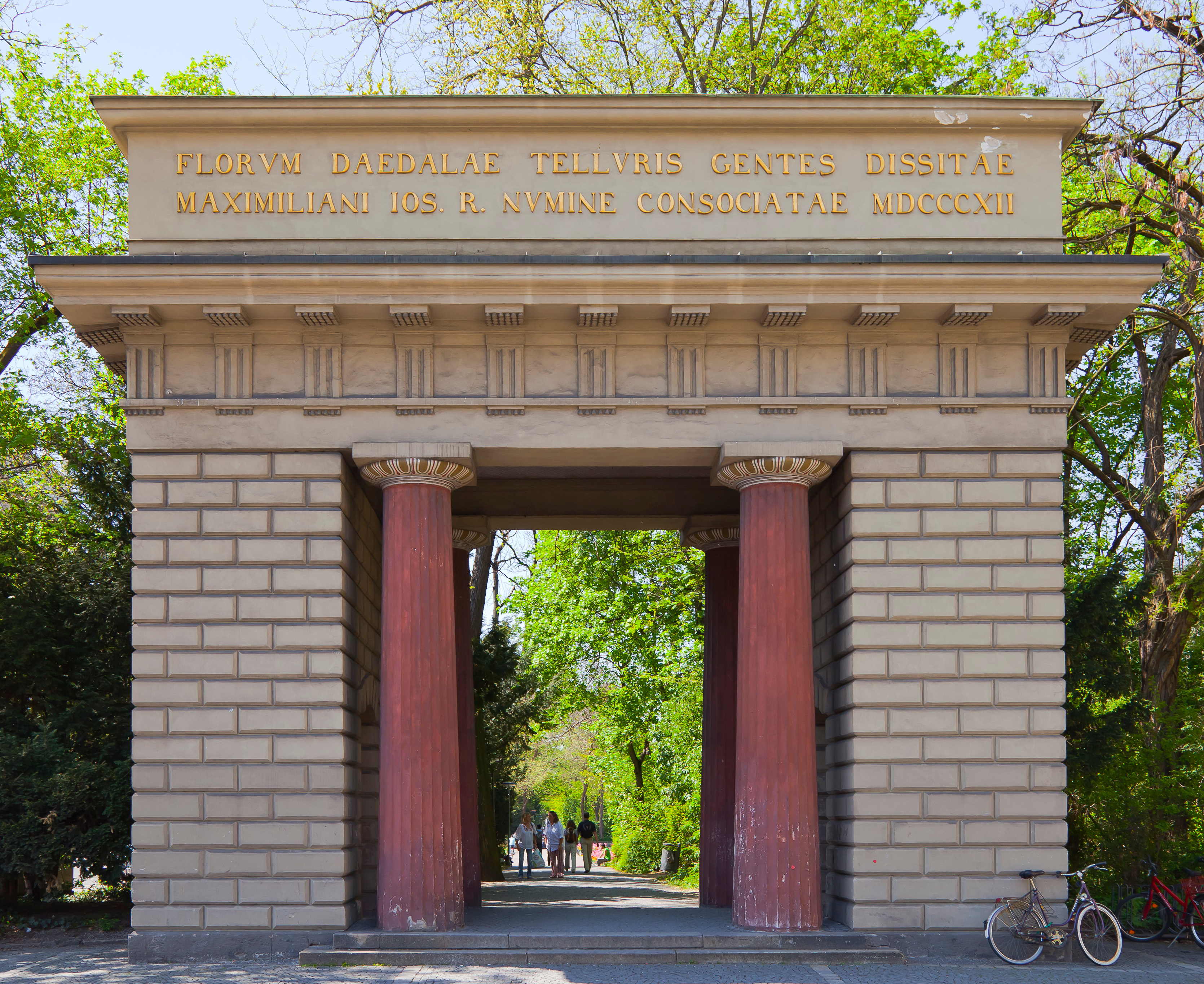
Eingangsportal zum Alten Botanischer Garten in München

- Haus des Aujägermeisters (1810/11, Überarbeitung der Pläne von Hofmauerermeister Joseph Deiglmayr)
- Isartortheater (1811)
- Palais Montgelas (1811–1813)
- Eingangsportal an der Ostseite im Alten Botanischer Garten (1812)